# 浜中順子
浜中 順子（はまなか じゅんこ、1969年2月20日 - ）は、福島テレビのアナウンサー（報道局アナウンス担当局長）。

## 略歴
京都府京都市出身。小学生の頃からの夢だったアナウンサーを目指し、高校卒業後に東京へ移住。青山学院大学に通う。50局の放送局を渡り歩いた末、福島テレビ（FTV）に採用され、1992年に入社。
アナウンサーとしての同期は宮下和宏、北上明子、黒木美和だが、今はいずれもFTVを退職。入社以来長らく、情報番組の司会を務めてきた。
2000年代に入り、高橋雄一や原國雄といったアナウンサーが相次いで定年を迎えたことに加え、同僚だった金井淳郎がフリーに転身したことも重なり、FTVアナウンサーの中枢を担う人材として育成する方向に転換。2004年、報道部兼属となり記者としてキャスター修行。翌年の2005年から2年間『Lばんスーパーニュース』メインキャスターを務めた。2011年7月1日より報道部アナウンス担当部長、2017年7月より現職。
2010年、地上デジタル放送推進大使となる。
2022年8月に坂井有生が退職してからは、福島テレビ在籍の唯一の昭和生まれのアナウンサーとなった。またアナログ放送時代を唯一知るアナウンサーでもある。

## 人物
- 花粉症であり、担当していた番組（『Lばんスーパーニュース』）ではその経験を生かして、スギ花粉の飛散時期が近づくと率先してスギ花粉に関する取材などを行っていた。
- 『ほぼ日刊イトイ新聞』のスタッフの1人・菅野綾子[3]は高校時代の同級生で、家族ぐるみの付き合いだった[4]。

## 出演番組

### 現在
- テレポートプラス（2018年4月 - ）月 - 水曜 総合キャスター、2019年2月までは不定期リポーター
- サタふく（2016年4月 - ）浜ちゃんぽ
- FTVニュース（不定期）

### 過去
- FNN FTVテレポート（1992年10月 - 1997年3月）金・土曜→月 - 木曜、ニュースキャスター
- テレポート525（1996年7月 - 1998年3月）月 - 木曜、司会者
- FTVニュース555 テレポート ザ・ヒューマン（1997年4月 - 1998年3月）月 - 木曜、ニュースキャスター
- サタふく（1997年10月 - 1999年9月）司会
- テレポート（1999年10月 - 2000年3月）司会
- Lばんテレポート（2000年4月3日 - 2003年3月）司会
- めざましテレビ（レポーター）
- Lばんスーパーニュース（2005年4月 - 2007年3月）メインキャスター
- FTVスーパーニュース（2005年4月 - 2009年3月）平日、サブキャスター→金・木曜、メインキャスター
- うつくしま情報局
- FTV みんなのニュース（2015年4月 - 2018年3月）木・金曜、総合キャスター→平日、総合キャスター→木・金曜、情報キャスター
- 学びEye!（2011年）福島テレビ制作分 テレビ朝日ほか民教協加盟33局ネット
- 日本のチカラ（2024年2月）福島テレビ制作分 テレビ朝日ほか民教協加盟33局ネット（ナレーションと制作担当）